# Wysoka Sucha Czuba Kondracka
Wysoka Sucha Czuba (1876 m n.p.m.), dla odróżnienia od innych nazywana Wysoką Suchą Czubą Kondracką – turnia w grupie trzech Suchych Czub w Tatrach Zachodnich, najbardziej spośród nich wysunięta na wschód. Znajduje się w grani głównej Tatr Zachodnich, pomiędzy Goryczkową Czubą (1912 m), od której oddzielona jest przełęczą Wysokie Wrótka (1847 m), a Pośrednią Suchą Czubą (1844 m), od której oddziela ją przełęcz Niskie Wrótka (1798 m).
Zbudowana jest ze skał granitowych. Od północy opada ścianą o wysokości dochodzącej do 170 m do Doliny Suchej Kondrackiej. Po raz pierwszy ścianą tą przeszli Władysław Cywiński i Robert Janik 28 lipca 2007 r. Od wierzchołka opada na południową stronę do Doliny Cichej szeroka grzęda oddzielająca skrajną odnogę Wielkiego Żlebu Kondrackiego (po jej wschodniej stronie) od innego, nienazwanego żlebu. Żlebami tymi w zimie schodzą lawiny. Względna wysokość Wysokiej Suchej Czuby nad dnem Doliny Cichej to ok. 610 m.
Od południowej strony i od przełączek wierzchołek Wysokiej Czuby jest łatwy do zdobycia, ale szlak turystyczny omija go, trawersując po południowej stronie stoki i grzędę Wysokiej Czuby.

## Szlaki turystyczne
– odcinek czerwonego szlaku z Kasprowego Wierchu granią główną Tatr przez Goryczkową Czubę i Suche Czuby do Przełęczy pod Kopą Kondracką. Czas przejścia: 1:40 h, z powrotem 1:20 h

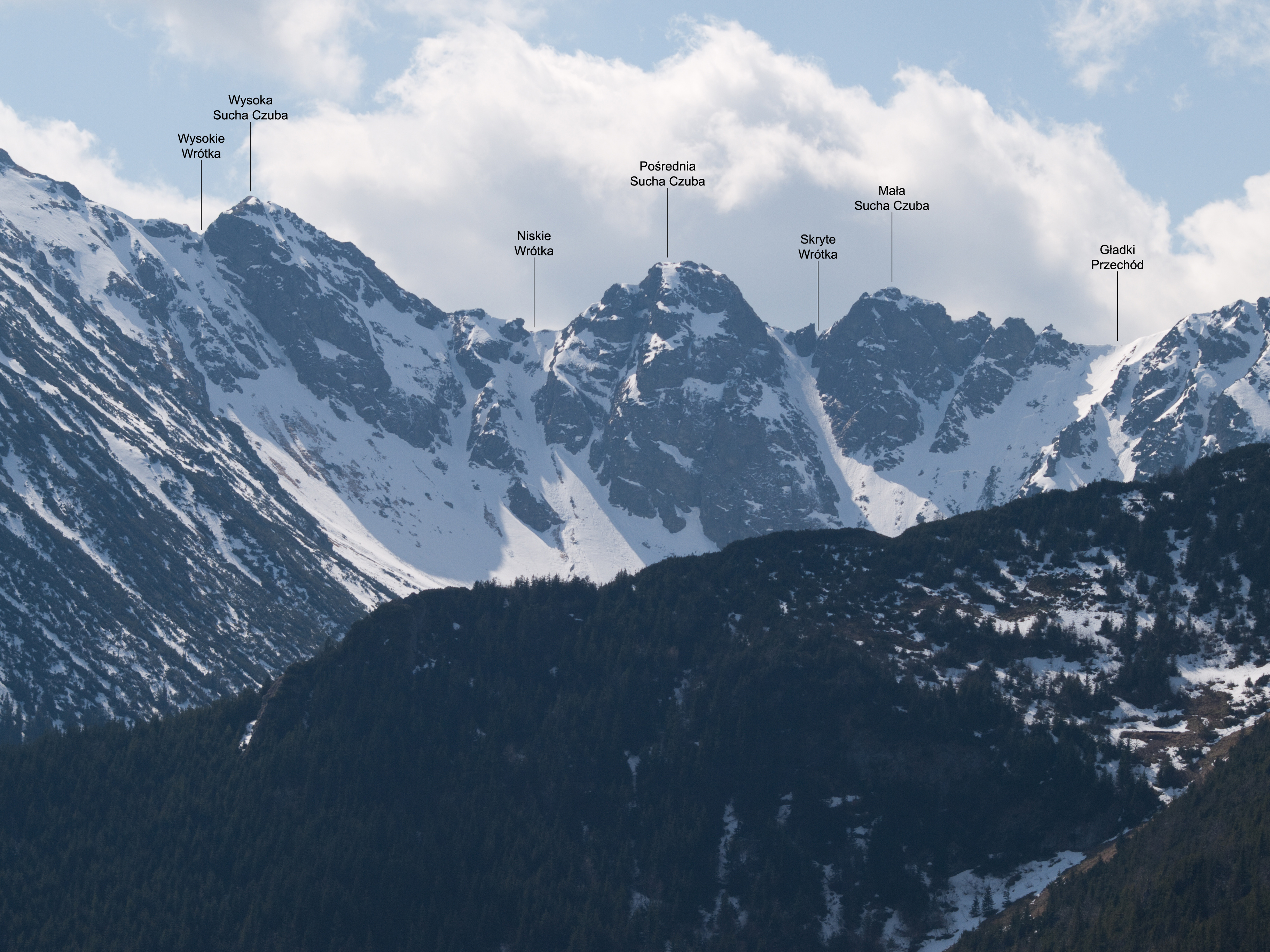
Widok od północnej strony